# Les Moussières
Pour les articles homonymes, voir Moussière.
Les Moussières sont une commune française située dans le département du Jura, dans la région culturelle et historique de Franche-Comté et la région administrative Bourgogne-Franche-Comté.
Ses habitants sont appelés les Mousserands et Mousserandes.

## Géographie
- 1Carte dynamique
- 2Carte OpenStreetMap
- 3Carte topographique
- 4Carte avec les communes environnantes

Les Moussières sont situées à 16 km de la ville de Saint-Claude.
Son altitude varie de 880 m à 1 310 m.

### Climat
Pour des articles plus généraux, voir Climat de la Bourgogne-Franche-Comté et Climat du département du Jura.
En 2010, le climat de la commune est de type climat de montagne, selon une étude du Centre national de la recherche scientifique s'appuyant sur une série de données couvrant la période 1971-2000. En 2020, Météo-France publie une typologie des climats de la France métropolitaine dans laquelle la commune est exposée à un climat de montagne ou de marges de montagne et est dans la région climatique  Jura, caractérisée par une forte pluviométrie en toutes saisons (1 000 à 1 500 mm/an), des hivers rigoureux et un ensoleillement médiocre. 
Pour la période 1971-2000, la température annuelle moyenne est de 6,2 °C, avec une amplitude thermique annuelle de 16,2 °C. Le cumul annuel moyen de précipitations est de 2 076 mm, avec 13,2 jours de précipitations en janvier et 10,8 jours en juillet. Pour la période 1991-2020, la température moyenne annuelle observée sur la station météorologique de Météo-France la plus proche, « La Pesse », sur la commune de La Pesse à 5 km à vol d'oiseau, est de 6,9 °C et le cumul annuel moyen de précipitations est de 1 659,9 mm. 
La température maximale relevée sur cette station est de 33,5 °C, atteinte le 24 juillet 2019 ; la température minimale est de −23,4 °C, atteinte le 5 février 2012,,. 
Les paramètres climatiques de la commune ont été estimés pour le milieu du siècle (2041-2070) selon différents scénarios d'émission de gaz à effet de serre à partir des nouvelles projections climatiques de référence DRIAS-2020. Ils sont consultables sur un site dédié publié par Météo-France en novembre 2022.

## Urbanisme

### Typologie
Au 1er janvier 2024, Les Moussières sont catégorisées commune rurale à habitat très dispersé, selon la nouvelle grille communale de densité à sept niveaux définie par l'Insee en 2022.
Elle est située hors unité urbaine. Par ailleurs la commune fait partie de l'aire d'attraction de Saint-Claude, dont elle est une commune de la couronne,. Cette aire, qui regroupe 18 communes, est catégorisée dans les aires de moins de 50 000 habitants,.

### Occupation des sols
L'occupation des sols de la commune, telle qu'elle ressort de la base de données européenne d’occupation biophysique des sols Corine Land Cover (CLC), est marquée par l'importance des forêts et milieux semi-naturels (66,5 % en 2018), une proportion sensiblement équivalente à celle de 1990 (66,7 %). La répartition détaillée en 2018 est la suivante : 
forêts (63 %), prairies (33,5 %), milieux à végétation arbustive et/ou herbacée (3,5 %). L'évolution de l’occupation des sols de la commune et de ses infrastructures peut être observée sur les différentes représentations cartographiques du territoire : la carte de Cassini (XVIIIe siècle), la carte d'état-major (1820-1866) et les cartes ou photos aériennes de l'IGN pour la période actuelle (1950 à aujourd'hui).

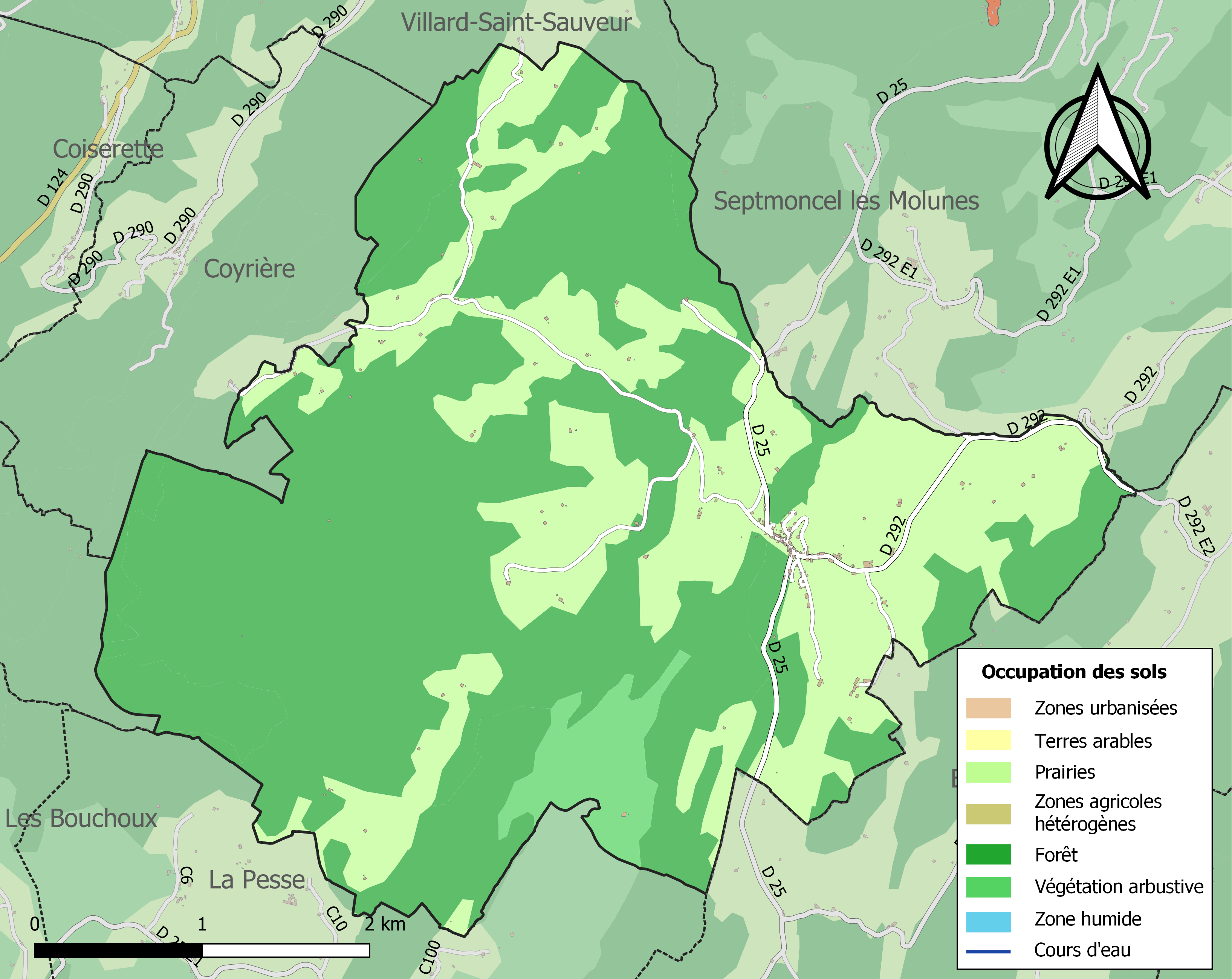
Carte des infrastructures et de l'occupation des sols de la commune en 2018 (CLC).

## Histoire
Lorsque les premiers colons bâtirent leurs maisons en bois servant d'habitation temporaire à la belle saison, le plateau qu'ils défrichèrent prit le nom de « Franches Moussières », du fait sans doute de la magnifique tourbière présente sur la commune.
Plus tard, l'habitat devint permanent et les maisons furent construites en pierre. À cette période, le village est implanté suivant la topographie des lieux. Celle-ci se présente sous la forme d'une petite cluse permettant l'accès au plateau qui s'ouvre en direction de la Suisse et du Bugey. Le village était le point de passage entre les abbayes de Saint-Claude et de Chézery.
Aujourd'hui position centrale du territoire des Hautes-Combes, les Moussières sont une commune aux activités variées : un secteur agricole important représenté par la Maison des Fromages aux 3 Appellations d'Origines Contrôlées (Comté, Morbier, Bleu de Gex), lieu touristique et de découverte, une activité touristique d'hiver et d'été ainsi qu'un secteur artisanal et commercial dynamique.

## Politique et administration
| Période   | Période   | Identité             | Étiquette | Qualité                              |
| --------- | --------- | -------------------- | --------- | ------------------------------------ |
| ?         | 1942      | François Chevassus   |           | Révoqué par le Gouvernement de Vichy |
| mars 2001 | mars 2008 | Etienne Grossiord    |           |                                      |
| mars 2008 | 2014      | Jean-Marc Greninguey |           |                                      |
| 2014      | En cours  | Christian Rochet     |           |                                      |

## Démographie
L'évolution du nombre d'habitants est connue à travers les recensements de la population effectués dans la commune depuis 1793. Pour les communes de moins de 10 000 habitants, une enquête de recensement portant sur toute la population est réalisée tous les cinq ans, les populations de référence des années intermédiaires étant quant à elles estimées par interpolation ou extrapolation. Pour la commune, le premier recensement exhaustif entrant dans le cadre du nouveau dispositif a été réalisé en 2004.

En 2022, la commune comptait 159 habitants, en évolution de −7,02 % par rapport à 2016 (Jura : −0,81 %, France hors Mayotte : +2,11 %).
| 1793 | 1800 | 1806 | 1821 | 1831 | 1836 | 1841 | 1846 | 1851 |
| ---- | ---- | ---- | ---- | ---- | ---- | ---- | ---- | ---- |
| 577  | 532  | 81   | 517  | 515  | 545  | 493  | 503  | 512  |

| 1856 | 1861 | 1866 | 1872 | 1876 | 1881 | 1886 | 1891 | 1896 |
| ---- | ---- | ---- | ---- | ---- | ---- | ---- | ---- | ---- |
| 520  | 467  | 508  | 529  | 554  | 487  | 543  | 518  | 520  |

| 1901 | 1906 | 1911 | 1921 | 1926 | 1931 | 1936 | 1946 | 1954 |
| ---- | ---- | ---- | ---- | ---- | ---- | ---- | ---- | ---- |
| 191  | 186  | 508  | 462  | 403  | 345  | 337  | 321  | 288  |

| 1962 | 1968 | 1975 | 1982 | 1990 | 1999 | 2004 | 2006 | 2009 |
| ---- | ---- | ---- | ---- | ---- | ---- | ---- | ---- | ---- |
| 249  | 226  | 208  | 209  | 206  | 164  | 187  | 187  | 195  |

| 2014 | 2019 | 2022 | - | - | - | - | - | - |
| ---- | ---- | ---- | - | - | - | - | - | - |
| 169  | 160  | 159  | - | - | - | - | - | - |

## Lieux et monuments
- Église saint Joseph

### Domaine skiable
Un petit domaine skiable a été aménagé. Deux téléskis construits en 1975 desservent les pistes. Le plus long dessert 153 mètres de dénivelé et près d'un kilomètre de piste. Un fil-neige complète l'offre. Il est exploité par l'ESF.
Les remontées mécaniques sont exploitées tous les jours en périodes de vacances scolaires françaises. Tous les mardis soir, de 19 h à 22 h, il est alors possible d'y pratiquer le ski nocturne. Le reste de la saison, les remontées sont ouvertes les mercredis, samedis et dimanches.